# السليلة اللبية
السليلة اللبية تعرف أيضاً بالتهاب اللب المفرط التنسج, وهي عبارة عن نمو نسيج عند تكشف لب السن المتعرض للنخر من التسوس بشكل كبير . وتنتج هذه الحالة عند حصول التهاب بلب السن مع تحلل سريع للطبقات المكونة لتاج السن، وتكون هذه السليلة على شكل ورم حبيبي متقيح، تكون على شكل قبة خارجة من وسط السن المصاب .
ونسيج هذه السليلة ليس كنسيج اللب الأصلي، فهي قدلاتحتوي إطلاقاً أو قد تحتوي على عدد قليل من الخلايا العصبية، لذلك فهي غير مؤلمة .
تستمر في النمو لعدة أسابيع لكن نادراً ما يتجاوز حجمها على 1 سم في القطر . قد تظهر السليلة بلون رمادي أو أبيض أو قد يكون لها نفس الألوان للأنسجة المحيطة بها .
وتكون احتمالية حدوث هذه الحالة عند الأطفال أكبر منها عند الكبار، وذلك لأن أسنان الأطفال عرضة للتسوس المستمر، كما وأن كبار السن قد يكونون قد فقدوا أسنانهم أصلا مما يقلل نسبة حدوث هذه الحالة لديهم .

## الأسنان الني تحدث فيها حالة السليلة اللبية
تحدث هذه الحالة في السن الرحوية الثانية( الطاحونة الثانية) من الأسنان اللبنية لدى الأطفال وفي السن الرحوية الأولى (الطاحونة الأولى ) من الأسنان الدائمة عند كبار السن، وسبب ارتفاع نسبة تعرض هذه الأسنان إلى حالة السليلة اللبية هو ارتفاع نسبة تعرض هذه الأسنان للتسوس أكثر من غيرها، كما أنها تستقبل تروية جيدة من الأوعية الدموية مما يساعد على نمو الخلايا بشكل أسرع وتكون السليلة .

## تحت المجهر
تظهر السليلة كنسيج متورم  بسبب تجمع السوائل فيها وتكون على شكل نسيج محبب وتحتوي على عدد من الخلايا الاتهابية والخلايا التي تتجدد لتعطي أجزاء النسيج الضام .
سطح السليلة عادة يكون متقرحاً لكن في بعض الحالات قد تكون مغطاة بطبقة من النسيج الحرشفي الطبقي المحتوي على الكيراتين . وتكون السليلة على شكل كتلة متصلة بساق باللب في جذور السن .

## العلاج
1-يكون علاج هذه الحالة في الأسنان الدائمة إما عن طريق معالجة قناة الجذر بسحب العصب أو بقلع السن كاملاً.
2-أحياناً تكون أساليب المعالجة التحفظية ناجحة في حالة تأثر اللب التاجي فقط وعدم امتداد الالتهاب إلى الجذر.
3- في حالة الأسنان اللبنية غير المكتملة، يجب تعزيز القناة الجذرية بمواد سنية بديلة قبل عملية معالجة قناة الجذر بسحب العصب .
4- يحتاج السن إلى تاج كامل مصنوع من المواد السنية البديلة لتغطية اللب .